# Clavius (månekrater)
Clavius er et af det største nedslagskratere på Månen. Det ligger syd for det fremtrædende Tychokrater i det forrevne sydlige højland på Månens forside, hvor det er det tredjestørste krater. Det er opkaldt efter den tyske matematiker Christoph Klau (1537 – 1612).
Navnet blev officielt tildelt af den Internationale Astronomiske Union (IAU) i 1935. 

## Omgivelser
Claviuskrateret ligger nær en række fremtrædende krater: Scheiner mod vest; Blancanus mod sydvest; Maginus mod nordøst og Longomontanus mod nordvest. Rutherfurdkrateret ligger helt inden for den sydøstlige rand, mens Porterkrateret ligger over den nordøstlige kratervæg. Det mindre krater "Clavius L" ligger over den vestlige rand, og "Clavius K" bryder gennem den vest-sydvestlige rand.

## Karakteristika
På grund af dets placering ved Månens sydlige rand får perspektivisk forkortning Claviuskrateret til at synes aflangt, når det ses fra Jorden. Det kan på grund af sin store størrelse ses med det blotte øje. Det viser sig som en tydelig indskæring i terminatoren omkring 1-2 dage efter, at Månen er i første kvarter. Krateret er et af de ældre på måneoverfladen og menes dannes i nectarianperioden for omkring 4 milliarder år siden. Trods sin alder er krateret imidlertid ret godt bevaret, men i forhold til sin størrelse har det en ret lav ydre væg, og det er stærkt nedslidt og arret af småkratere. Randen hæver sig ikke særligt over det omgivende terræn, så krateret er fremtræder som en forsænkning med vægge. Randens indre side er bakket og indskåret med de stejleste dele i den sydlige ende, og den varierer i bredde. Randen beskrives som havende et lidt polygonalt omrids.
Kraterbunden danner en konveks slette, som er mærket af nogle interessante nedslagskratere. Mest bemærkelsesværdig blandt disse er en buet kraterkæde, som begynder med Rutherfurd mod syd, og som buer over bunden imod urets retning i en række, hvis diameter bliver mindre og mindre. I rækkefølge efter størrelse med det største først benævnes disse kratere Clavius D, C, N, J og JA. Denne række af kratere med aftagende størrelse bruges ofte af amatørastronomer, som ønsker at teste opløsningen af deres små teleskoper.
Kraterbunden har bevaret en formindsket rest af en central bjergtop, som ligger meller "Clavius C" og "N". Bunden er ret glat og sammen med de centrale toppes lave højde antyder det, at den nuværende kraterbund er dannet nogen tid efter det oprindelige nedslag.

## Satellitkratere
De kratere, som kaldes satellitter, er små kratere beliggende i eller nær hovedkrateret. Deres dannelse er sædvanligvis sket uafhængigt af dette, men de får samme navn som hovedkrateret med tilføjelse af et stort bogstav. På kort over Månen er det en konvention at identificere dem ved at placere dette bogstav på den side af satellitkraterets midte, som ligger nærmest hovedkrateret. Claviuskrateret har følgende satellitkratere:
| Clavius | Længde  | Bredde  | Diameter |
| ------- | ------- | ------- | -------- |
| C       | 57,7° S | 14,2° V | 21 km    |
| D       | 58,8° S | 12,4° V | 28 km    |
| E       | 51,5° S | 12,6° V | 16 km    |
| F       | 55,4° S | 21,9° V | 7 km     |
| G       | 52,0° S | 13,9° V | 17 km    |
| H       | 51,9° S | 15,8° V | 34 km    |
| J       | 58,1° S | 18,1° V | 12 km    |
| K       | 60,4° S | 19,8° V | 20 km    |
| L       | 58,7° S | 21,2° V | 24 km    |
| M       | 54,8° S | 11,9° V | 44 km    |
| N       | 57,5° S | 16,5° V | 13 km    |
| O       | 56,8° S | 16,4° V | 4 km     |
| P       | 57,0° S | 7,7° V  | 10 km    |
| R       | 53,1° S | 15,4° V | 7 km     |
| T       | 60,4° S | 14,9° V | 9 km     |
| W       | 55,8° S | 16,0° V | 6 km     |
| X       | 60,0° S | 17,6° V | 7 km     |
| Y       | 57,8° S | 16,0° V | 7 km     |

## Måneatlas
- Billeder af Claviuskrateret i LPI-måneatlasset

## = Eksterne henvisninger
- Wikimedia Commons har flere filer relateret til Clavius (månekrater) 
=
- Wood, Chuck (2007-08-06). "Smooth Stuff". Lunar Photo of the Day. Hentet 2007-08-06.

1) Henvisninger, som specielt retter sig mod Clavius
(Bemærk, at kraternavne med specialkarakter, herunder mellemrum, kan kræve søgning på de nævnte internetsider)
- Billeder af stedet i flere udgaver, baseret på optagelser fra sonden Clementine (1994) og vist på http://pdsmaps.wr.usgs.gov/ Map-a-Planet (Astrogeology Research Program), U.S. Geological Survey:

- Monokromt (et bånd ved bølgelængde på 750 nanometer giver et sort/hvidt billede;
- Naturlige farver (fem bølgelængder: 415, 750, 900, 950 og 1000 nanometer);
- Kunstige farver (Blå og grønne er de lavestliggende områder, røde og grønne de højere);
- Relieffarver (viser topografien i farverne rød (750 nm/415 nm), grøn (750 nm/950 nm) og blå (414 nm/750 nm) i en farveblanding, som fjerner dominerende klarhedsfaktorer som albedo og skyggevirkninger. Se også farveindexet).

En nærmere forklaring på den anvendte fotografiske teknik findes på denne hjælpeside (engelsk).
- "Præcis beliggenhed og overblik over stedet". www.geody.com/?world=moon Geody - søgemaskine for steder på Merkur, Venus, Jorden, Månen, Mars og i rummet (støttet af Google Earth, NASA World Wind, Celestia og Stellarium. (hjemmeside under Creative Commons-licens , se http://www.geody.com/legal.php).

- Søgning af fotografier, kort og dokumentation vedrørende Clavius på "Lunar and Planetary Institutes søgemaskine". www.lpi.usra.edu/ (Hjemmeside for Lunar and Planetary Institute, Universities Space Research Association).(engelsk)

2) Generel information om overfladedannelser på Månen
- Deskriptive data og geologiske kort over detaljer på måneoverfladen ifølge  IAU, vist på hjemmesiden fra USAs geologiske institut: "Gazetteer of Planetary Nomenclature - Moon Nomenclature Table Of Contents". planetarynames.wr.usgs.gov/ Astrogeology Research Program, U.S. Geological Survey (engelsk).

- NASAs side om månekratere: "Moon nomenclature -Crater". lunar.arc.nasa.gov/ The Lunar Prospector Website, NASA Ames Research Center. (engelsk)

- Wikiprojekt til samling af informationer om Månens overflade (The-Moon Wiki) på http://the-moon.wikispaces.com/. (engelsk)

- Program og integreret database på: Patrick Chevalley og Christian Legrand. "Atlas Virtuel de la Lune". www.astrosurf.com/ Portail de l'Astronomie en France. (fransk)